# Politikens Turen går til
Politikens turen går til er en rejsebogsserie udviklet af Politikens Forlag. Serien er Nordens største rejsebogs-serie og dækker over 200 rejsemål i hele verden. Bøgerne omhandler enten hele lande, regioner eller enkelte byer, og de er delt op i mindre områder (regioner, byer eller bydele). Guiden indeholder de mest berømte seværdigheder, liste over restauranter og hoteller i forskellige prisklasser, forslag til ture kort introduktion til lokationens historie og kultur, parlør med ord og vendinger samt oplysninger om ambassade, transportformer, hastighedsbegrænsninger, særligt interessant for børnefamilier, homoseksuelle eller handicappede. Desuden er der oversigtskort over områder eller bydele.